# Aepus
Aepus  (лат.) — род жуков-жужелиц из подсемейства трехин. Распространены во Франции, на Канарских островах и архипелаге Мадейра, в Испании, Албании, Великобритании, Ирландии, Норвегии и Швеции.
Представители данного рода характеризуются следующими признаками:
- жуки длиной менее 2,5 мм;
- глаза рудиментарные;
- надкрылья с редкими стоячими волосками.